# (7891) Fuchie
(7891) Fuchie est un astéroïde de la ceinture principale.

## Description
(7891) Fuchie est un astéroïde de la ceinture principale. Il fut découvert le 11 novembre 1994 à Nyukasa par Masanori Hirasawa et Shohei Suzuki. Il présente une orbite caractérisée par un demi-grand axe de 2,28 UA, une excentricité de 0,15 et une inclinaison de 1,9° par rapport à l'écliptique.

## Compléments